# Гойсихинська волость
Гойсихинська волость — адміністративно-територіальна одиниця Таращанського повіту Київської губернії з центром у селі Гойсиха.
Станом на 1886 рік складалася з 5 поселень, 5 сільських громад. Населення — 5772 особи (2870 чоловічої статі та 2902 — жіночої), 762 дворових господарства.
Наприкінці 1880-х років волость було розділено між сусідніми волостями - Красилівською (відійшли села Гейсиха, Попружна, Станіславчик) та Ставищенською (відійшли села Брилівка, Журавлиха).
|                     | Площа, десятин | У тому числі орної, десятин |
| ------------------- | -------------- | --------------------------- |
| Сільських громад    | 5638           | 4711                        |
| Приватної власності | 14             | 7                           |
| Надільної власності | 3750           | 3281                        |
| Іншої власності     | 359            | 249                         |
| Загалом             | 9761           | 8248                        |

Поселення волості:
- Гойсиха — колишнє власницьке село, 1439 осіб, 214 дворів, православна церква, школа, постоялий будинок.
- Брилівка (Буркатівка) — колишнє власницьке село при річці Тікич, 1145 осіб, 153 двори, православна церква, постоялий будинок.
- Журавлиха — колишнє власницьке село при річці Тікич, 1033 особи, 143 двори, православна церква, школа, 2 постоялих будинки.
- Попружна — колишнє власницьке село, 707 осіб, 82 двори, православна церква, школа, постоялий будинок.
- Станіславчик — колишнє власницьке село, 795 осіб, 115 дворів, православна церква, школа, постоялий будинок, винокурний завод.